# كابولات

الموقع بالنسبة لـكاتالونيا

بلدية كابولات (بالكاتالانية: Capolat) هي إحدى بلديات مقاطعة برشلونة، والتي تقع في منطقة كاتالونيا، شرق إسبانيا.

خريطة تبين كابولات بالنسبة لإسبانية

يبلغ عدد سكانها 81 نسمة وفقاً لإحصائية سنة (2007).